# Wilhelm Berglund
Wilhelm Napoleon Berglund, född 17 november 1886 i Hovförsamlingen, Stockholm, död 22 april 1971 i Katarina församling, Stockholm, var en svensk konstnär och konsthantverkare.
Han var son till Gustaf V:s livjägare Wilhelm Berglund och Nanna Elisabet Wadholm. Berglund studerade vid Henrik Blombergs målarskola i Stockholm samt för Bror Hjorth och Nils Möllerberg samt under studieresor till Spanien och Frankrike. Han debuterade med en separatutställning på Ekströms konstgalleri i Stockholm 1933 och genomförde därefter separatutställningar på Fahlcrantz konstsalong och Konstsalong Rålambshof. Han medverkade i höstsalongerna på Liljevalchs konsthall. Hans konst består av stadsbilder, hamnbilder och landskapsmålningar i olja, gouache eller akvarell samt kritteckningar. Som konsthantverkare utformade han olika nyttoföremål. Berglund är representerad med ett Stockholmsmotiv vid Waldemarsudde och Stockholms stadsmuseum. Han är gravsatt i Högalids kolumbarium i Stockholm.